# Coppa Bernocchi 1971
La Coppa Bernocchi 1971, cinquantatreesima edizione della corsa, si svolse il 12 maggio 1971 su un percorso di 218 km. Era valida come evento del circuito UCI categoria CB1.1. La vittoria fu appannaggio dell'italiano Virginio Levati, che terminò la gara in 5h01'00", alla media di 43,455 km/h, precedendo il belga Patrick Sercu e l'italiano Wilmo Francioni. L'arrivo e la partenza della gara furono a Legnano.

## Ordine d'arrivo (Top 10)
| Pos. | Corridore           | Squadra   | Tempo    |
| ---- | ------------------- | --------- | -------- |
| 1    | Virginio Levati     | Salvarani | 5h01'00" |
| 2    | Patrick Sercu       | Dreher    | s.t.     |
| 3    | Wilmo Francioni     | Ferretti  | s.t.     |
| 4    | Felice Gimondi      | Salvarani | s.t.     |
| 5    | Celestino Vercelli  | Scic      | s.t.     |
| 6    | Enrico Paolini      | Scic      | s.t.     |
| 7    | Eddy Merckx         | Molteni   | s.t.     |
| 8    | Giovanni Cavalcanti | Filotex   | s.t.     |
| 9    | Carlo Chiappano     | Scic      | s.t.     |
| 10   | Mauro Simonetti     | Ferretti  | s.t.     |